# Moissac
Moissac este o comună în departamentul Tarn-et-Garonne din sudul Franței. În 2009 avea o populație de 12.244 de locuitori.

## Evoluția populației
| An        | 1975   | 1982   | 1990   | 1999   | 2006   | 2009   |
| --------- | ------ | ------ | ------ | ------ | ------ | ------ |
| Populație | 11.826 | 11.184 | 11.971 | 12.321 | 12.354 | 12.244 |

## Monumente
- Mănăstirea Moissac, loc înscris în lista patrimoniului mondial UNESCO